# Aziatisch kampioenschap voetbal onder 17 - 2006
De Aziatisch kampioenschap voetbal onder 17 van 2006 was een Aziatisch internationaal voetbaltoernooi voor landenteams. Het was de 12e editie van het AFC onder 17 kampioenschap voetbal en werd van 3 september tot 16 september 2006 in Singapore gehouden. Dit toernooi werd gewonnen door Japan, in de finale werd Noord-Korea met 4–2 verslagen. Tadzjikistan werd derde.
Dit toernooi dient tevens als kwalificatietoernooi voor het wereldkampioenschap voetbal onder 17 van 2007 dat van 18 augustus tot en met 9 september in Zuid-Korea wordt gespeeld. De vier beste landen van dit toernooi plaatsen zich, dat zijn Noord-Korea, Japan, Tadzjikistan en Syrië. Zuid-Korea doet als gastland ook deel aan dat wereldkampioenschap.

## Gekwalificeerde landen
| Team                            | Kwalificatie    | Aantal deelnames |
| ------------------------------- | --------------- | ---------------- |
| Singapore                       | gastland        | 1e               |
| West-Azië (zone 1)              |                 |                  |
| Irak                            | winnaar groep A | 6e               |
| Jemen                           | winnaar groep B | 2e               |
| Saoedi-Arabië                   | winnaar groep C | 6e               |
| Syrië                           | winnaar groep D | 2e               |
| Centraal- en Zuid-Azië (zone 2) |                 |                  |
| Bangladesh                      | winnaar groep E | 6e               |
| Nepal                           | winnaar groep F | 2e               |
| Tadzjikistan                    | winnaar groep G | 1e               |
| Iran                            | winnaar groep H | 5e               |
| Asean (zone 3)                  |                 |                  |
| Myanmar                         | winnaar groep I | 4e               |
| Vietnam                         | winnaar groep J | 4e               |
| Oost-Azië (zone 4)              |                 |                  |
| Japan                           | winnaar groep K | 9e               |
| China                           | winnaar groep L | 10e              |
| Noord-Korea                     | winnaar groep M | 6e               |
| Zuid-Korea                      | play-off        | 9e               |

## Stadions
| Kallang                              | · Jalan Besarstadion Bishanstadion | Bishan                          |
| ------------------------------------ | ---------------------------------- | ------------------------------- |
| Jalan Besarstadion Capaciteit: 6.000 | · Jalan Besarstadion Bishanstadion | Bishanstadion Capaciteit: 6.254 |
|                                      | · Jalan Besarstadion Bishanstadion |                                 |

## Groepsfase

### Groep A
| Pos. | Land       | GW | W | G | V | DV | DT | +/− | Ptn. |
| ---- | ---------- | -- | - | - | - | -- | -- | --- | ---- |
| 1.   | Japan      | 3  | 2 | 1 | 0 | 10 | 3  | +7  | 7    |
| 2.   | Zuid-Korea | 3  | 2 | 0 | 1 | 7  | 4  | +3  | 6    |
| 3.   | Singapore  | 3  | 0 | 2 | 1 | 2  | 4  | –2  | 2    |
| 4.   | Nepal      | 3  | 0 | 1 | 2 | 0  | 8  | –8  | 1    |

|                        |                                                     |       |           |                                        |
| 3 september 2006 17:00 | Zuid-Korea                                          | 3 – 1 | Singapore | Jalan Besarstadion Toeschouwers: 1.500 |
| 3 september 2006 17:00 | Choi Jin-soo 35' Kim Jung-Hyun 66' Gu Ja-Myeong 88' |       | Quak 56'  | Jalan Besarstadion Toeschouwers: 1.500 |

|                        |                                                           |       |       |                                        |
| 3 september 2006 20:00 | Japan                                                     | 6 – 0 | Nepal | Jalan Besarstadion Toeschouwers: 1.800 |
| 3 september 2006 20:00 | Yamada 8' Okamoto 13' Hanato 69', 77' Mizunuma 80', 90+1' |       |       | Jalan Besarstadion Toeschouwers: 1.800 |

|                        |                   |       |              |                                        |
| 5 september 2006 17:00 | Singapore         | 1 – 1 | Japan        | Jalan Besarstadion Toeschouwers: 1.500 |
| 5 september 2006 17:00 | Izzdin 86' (pen.) |       | Kakitani 81' | Jalan Besarstadion Toeschouwers: 1.500 |

|                        |                                    |       |       |                                        |
| 5 september 2006 20:00 | Zuid-Korea                         | 2 – 0 | Nepal | Jalan Besarstadion Toeschouwers: 2.277 |
| 5 september 2006 20:00 | Seol Jae-Mun 45' Joo Sung-Hwan 81' |       |       | Jalan Besarstadion Toeschouwers: 2.277 |

|                        |                              |       |                        |                                        |
| 7 september 2006 17:00 | Japan                        | 3 – 2 | Zuid-Korea             | Jalan Besarstadion Toeschouwers: 2.348 |
| 7 september 2006 17:00 | Mizunuma 19', 90' Otsuka 67' |       | Joo Sung-Hwan 59', 74' | Jalan Besarstadion Toeschouwers: 2.348 |

|                        |           |       |       |                                   |
| 7 september 2006 17:00 | Singapore | 0 – 0 | Nepal | Bishanstadion Toeschouwers: 2.000 |
| 7 september 2006 17:00 |           |       |       | Bishanstadion Toeschouwers: 2.000 |

### Groep B
| Pos. | Land         | GW | W | G | V | DV | DT | +/− | Ptn. |
| ---- | ------------ | -- | - | - | - | -- | -- | --- | ---- |
| 1.   | Tadzjikistan | 3  | 3 | 0 | 0 | 7  | 4  | +3  | 9    |
| 2.   | Iran         | 3  | 1 | 1 | 1 | 2  | 2  | 0   | 4    |
| 3.   | Irak         | 3  | 0 | 2 | 1 | 1  | 2  | –1  | 2    |
| 4.   | Jemen        | 3  | 0 | 1 | 2 | 4  | 6  | –2  | 1    |

|                        |                  |       |       |                                 |
| 3 september 2006 17:00 | Iran             | 1 – 0 | Jemen | Bishanstadion Toeschouwers: 100 |
| 3 september 2006 17:00 | Alimohammadi 32' |       |       | Bishanstadion Toeschouwers: 100 |

|                        |      |                |              |                                |
| 3 september 2006 20:00 | Irak | 0 – 1          | Tadzjikistan | Bishanstadion Toeschouwers: 50 |
| 3 september 2006 20:00 |      | Karabaev 90+3' |              | Bishanstadion Toeschouwers: 50 |

|                        |              |       |              |                                |
| 5 september 2006 17:00 | Jemen        | 1 – 1 | Irak         | Bishanstadion Toeschouwers: 50 |
| 5 september 2006 17:00 | Al-Ameri 81' |       | Mohammed 22' | Bishanstadion Toeschouwers: 50 |

|                        |                      |       |                 |               |
| 5 september 2006 20:00 | Tadzjikistan         | 2 – 1 | Iran            | Bishanstadion |
| 5 september 2006 20:00 | Tukhtasunov 13', 23' |       | Daghagheleh 75' | Bishanstadion |

|                        |      |       |      |                                        |
| 7 september 2006 20:00 | Iran | 0 – 0 | Irak | Jalan Besarstadion Toeschouwers: 1.257 |
| 7 september 2006 20:00 |      |       |      | Jalan Besarstadion Toeschouwers: 1.257 |

|                        |                                |       |                                              |                                 |
| 7 september 2006 20:00 | Jemen                          | 3 – 4 | Tadzjikistan                                 | Bishanstadion Toeschouwers: 400 |
| 7 september 2006 20:00 | Al-Ameri 41', 90+2' Omar 45+1' |       | Tokhirov 51' Tukhtasunov 55', 82' Vasiev 67' | Bishanstadion Toeschouwers: 400 |

### Groep C
| Pos. | Land          | GW                | W                 | G                 | V                 | DV                | DT                | +/−               | Ptn.              |
| ---- | ------------- | ----------------- | ----------------- | ----------------- | ----------------- | ----------------- | ----------------- | ----------------- | ----------------- |
| 1.   | Saoedi-Arabië | 2                 | 2                 | 1                 | 0                 | 7                 | 1                 | +6                | 6                 |
| 2.   | Noord-Korea   | 2                 | 1                 | 0                 | 1                 | 7                 | 4                 | +3                | 3                 |
| 3.   | Birma         | 2                 | 0                 | 0                 | 2                 | 2                 | 11                | –9                | 0                 |
|      | Laos          | gediskwalificeerd | gediskwalificeerd | gediskwalificeerd | gediskwalificeerd | gediskwalificeerd | gediskwalificeerd | gediskwalificeerd | gediskwalificeerd |

|                        |               |       |                             |                                        |
| 4 september 2006 17:00 | Noord-Korea   | 1 – 2 | Saoedi-Arabië               | Jalan Besarstadion Toeschouwers: 1.511 |
| 4 september 2006 17:00 | An Il-Bom 43' |       | Al-Dossari 46' Fallatah 58' | Jalan Besarstadion Toeschouwers: 1.511 |

|                        |                                      |       |                                                                   |                                        |
| 6 september 2006 20:00 | Birma                                | 2 – 6 | Noord-Korea                                                       | Jalan Besarstadion Toeschouwers: 3.658 |
| 6 september 2006 20:00 | Kyaw Ko Ko 48' Kyaing Aung Pyone 74' |       | Ri Myong-Jun 11', 36' Ri Sang-Chol 45+2', 55' O Jin-Hyok 60', 61' | Jalan Besarstadion Toeschouwers: 3.658 |

|                        |                                                             |       |       |                                   |
| 8 september 2006 17:00 | Saoedi-Arabië                                               | 5 – 0 | Birma | Bishanstadion Toeschouwers: 1.500 |
| 8 september 2006 17:00 | Al-Dossari 8' Hazazi 29', 37' Al-Matrafi 33' Al-Shamari 82' |       |       | Bishanstadion Toeschouwers: 1.500 |

### Groep D
| Pos. | Land       | GW | W | G | V | DV | DT | +/− | Ptn. |
| ---- | ---------- | -- | - | - | - | -- | -- | --- | ---- |
| 1.   | China      | 3  | 2 | 1 | 0 | 9  | 3  | +6  | 7    |
| 2.   | Syrië      | 3  | 2 | 0 | 1 | 9  | 1  | +8  | 6    |
| 3.   | Vietnam    | 3  | 1 | 1 | 1 | 5  | 5  | 0   | 4    |
| 4.   | Bangladesh | 3  | 0 | 0 | 3 | 0  | 14 | –14 | 0    |

|                        |                  |       |       |                                 |
| 4 september 2006 17:00 | China            | 1 – 0 | Syrië | Bishanstadion Toeschouwers: 100 |
| 4 september 2006 17:00 | Wang Yongxin 89' |       |       | Bishanstadion Toeschouwers: 100 |

|                        |            |                                                |         |                                 |
| 4 september 2006 20:00 | Bangladesh | 0 – 2                                          | Vietnam | Bishanstadion Toeschouwers: 300 |
| 4 september 2006 20:00 |            | Tran Viet Trung 55' Hoang Danh Ngoc 72' (pen.) |         | Bishanstadion Toeschouwers: 300 |

|                        |                                                                 |       |            |                                 |
| 6 september 2006 17:00 | Syrië                                                           | 7 – 0 | Bangladesh | Bishanstadion Toeschouwers: 100 |
| 6 september 2006 17:00 | Jaafar 8', 61' (pen.) Mido 10', 15', 56' Solaiman 12' Ajouz 42' |       |            | Bishanstadion Toeschouwers: 100 |

|                        |                                                             |       |                                          |               |
| 6 september 2006 20:00 | Vietnam                                                     | 3 – 3 | China                                    | Bishanstadion |
| 6 september 2006 20:00 | Tran Viet Trung 29' Đào Ngọc Phước 31' Nguyễn Văn Trung 73' |       | Wang Yunlong 64' (pen.), 79' Ma Long 90' | Bishanstadion |

|                        |                                                 |       |            |                                        |
| 8 september 2006 20:00 | China                                           | 5 – 0 | Bangladesh | Jalan Besarstadion Toeschouwers: 2.402 |
| 8 september 2006 20:00 | Ma Long 27', 81' Gao Di 42', 45' Li Haifang 76' |       |            | Jalan Besarstadion Toeschouwers: 2.402 |

|                        |                    |       |         |                                   |
| 8 september 2006 20:00 | Syrië              | 2 – 0 | Vietnam | Bishanstadion Toeschouwers: 1.000 |
| 8 september 2006 20:00 | Mido 80' Ajouz 83' |       |         | Bishanstadion Toeschouwers: 1.000 |

## Knock-outfase
|  | kwartfinale            | kwartfinale            |                        |       | halve finale           | halve finale           |       |  | finale | finale |
|  |                        |                        |                        |       |                        |                        |       |  |        |        |
|  | 11 september – Kallang |                        |                        |       |                        |                        |       |  |        |        |
|  |                        |                        |                        |       |                        |                        |       |  |        |        |
|  | Japan                  | 1 (8)                  |                        |       |                        |                        |       |  |        |        |
|  | Japan                  | 1 (8)                  | 14 september – Kallang |       |                        |                        |       |  |        |        |
|  | Iran                   | 1 (7)                  |                        |       |                        |                        |       |  |        |        |
|  | Iran                   | 1 (7)                  | Japan                  | 2     |                        |                        |       |  |        |        |
|  | 11 september – Bishan  |                        | Japan                  | 2     |                        |                        |       |  |        |        |
|  |                        | Syrië                  | 0                      |       |                        |                        |       |  |        |        |
|  | Saoedi-Arabië          | Syrië                  | 0                      | 1     |                        |                        |       |  |        |        |
|  | Saoedi-Arabië          |                        | 17 september – Kallang | 1     |                        |                        |       |  |        |        |
|  | Syrië                  | 2                      |                        |       |                        |                        |       |  |        |        |
|  | Syrië                  | 2                      | Japan                  | 4     |                        |                        |       |  |        |        |
|  | 11 september – Kallang |                        | Japan                  | 4     |                        |                        |       |  |        |        |
|  |                        | Noord-Korea            | 2                      |       |                        |                        |       |  |        |        |
|  | Tadzjikistan           | Noord-Korea            | 2                      | 1     |                        |                        |       |  |        |        |
|  | Tadzjikistan           | 14 september – Kallang |                        | 1     |                        |                        |       |  |        |        |
|  | Zuid-Korea             | 0                      |                        |       |                        |                        |       |  |        |        |
|  | Zuid-Korea             | 0                      | Tadzjikistan           | 0     | derde plaats           | derde plaats           |       |  |        |        |
|  | 11 september – Bishan  |                        | Tadzjikistan           | 0     | derde plaats           | derde plaats           |       |  |        |        |
|  |                        | Noord-Korea            | 3                      |       | 17 september – Kallang | 17 september – Kallang |       |  |        |        |
|  | China                  | Noord-Korea            | 3                      | 1     | 17 september – Kallang | 17 september – Kallang |       |  |        |        |
|  | China                  |                        |                        |       |                        | Syrië                  | 3 (4) |  |        |        |
|  | Noord-Korea            | 2                      |                        |       |                        | Syrië                  | 3 (4) |  |        |        |
|  | Noord-Korea            | 2                      | Tadzjikistan           | 3 (4) |                        |                        |       |  |        |        |
|  |                        |                        | Tadzjikistan           | 3 (4) |                        |                        |       |  |        |        |

### Kwartfinale
|                         |                                                                                          |              | |                                      |
| 11 september 2006 17:00 | Japan                                                                                    | 1 – 1 (n.v.) | Iran | Jalan Besarstadion Toeschouwers: 300 |
| 11 september 2006 17:00 | Kakitani 14'                                                                             |              | Alimohammadi 73' | Jalan Besarstadion Toeschouwers: 300 |
| 11 september 2006 17:00 | Strafschoppen                                                                            |              | | Jalan Besarstadion Toeschouwers: 300 |
| 11 september 2006 17:00 | Mizunuma Tanaka Hironaga Higa Kai Yamazaki Kanai Okamoto Yamada Kakitani Mizunuma Tanaka | 8–7          | Alimohammadi Ehsan Hajysafi Seyed Amiri Shahryar Shirvand Mehdi Daghagheleh Hamidreza Aliasgari Karim Ansari Arash Gholizadeh Bakhtiar Rahmani Noushi Sofiani Alimohammadi Ehsan Hajysafi | Jalan Besarstadion Toeschouwers: 300 |

|                         |              |       |            |                                        |
| 11 september 2006 20:00 | Tadzjikistan | 1 – 0 | Zuid-Korea | Jalan Besarstadion Toeschouwers: 2.346 |
| 11 september 2006 20:00 | Vasiev 81'   |       |            | Jalan Besarstadion Toeschouwers: 2.346 |

|                         |                      |       |                        |                                |
| 11 september 2006 17:00 | Saoedi-Arabië        | 1 – 2 | Syrië                  | Bishanstadion Toeschouwers: 50 |
| 11 september 2006 17:00 | Fahad Al-Dossari 46' |       | Mohamad Jaafar 9', 74' | Bishanstadion Toeschouwers: 50 |

|                         |            |              |                                  |                                 |
| 11 september 2006 20:00 | China      | 1 – 2 (n.v.) | Noord-Korea                      | Bishanstadion Toeschouwers: 300 |
| 11 september 2006 20:00 | Gao Di 16' |              | Ri Myong-Jun 20' O Jin-Hyok 110' | Bishanstadion Toeschouwers: 300 |

### Halve finale
|                         |                        |       |       |                                      |
| 14 september 2006 17:00 | Japan                  | 2 – 0 | Syrië | Jalan Besarstadion Toeschouwers: 500 |
| 14 september 2006 17:00 | Saito 69' Kakitani 79' |       |       | Jalan Besarstadion Toeschouwers: 500 |

|                         |              |                                     |             |                                        |
| 14 september 2006 20:00 | Tadzjikistan | 0 – 3                               | Noord-Korea | Jalan Besarstadion Toeschouwers: 2.654 |
| 14 september 2006 20:00 |              | An Il-Bom 26', 53' Ri Sang-Chol 38' |             | Jalan Besarstadion Toeschouwers: 2.654 |

### Troostfinale
|                         |                                       |              |                                          |                                      |
| 17 september 2006 17:00 | Syrië                                 | 3 – 3 (n.v.) | Tadzjikistan                             | Jalan Besarstadion Toeschouwers: 300 |
| 17 september 2006 17:00 | Jaafar 45+1', 94' Solaiman 50' (pen.) |              | Fatkhuloev 29' Sobirov 67' Karabaev 114' | Jalan Besarstadion Toeschouwers: 300 |
| 17 september 2006 17:00 | Strafschoppen                         |              |                                          | Jalan Besarstadion Toeschouwers: 300 |
| 17 september 2006 17:00 | 4–5                                   |              |                                          | Jalan Besarstadion Toeschouwers: 300 |

### Finale
|                         |                                           |              |                                |                                        |
| 17 september 2006 20:00 | Japan                                     | 4 – 2 (n.v.) | Noord-Korea                    | Jalan Besarstadion Toeschouwers: 3.346 |
| 17 september 2006 20:00 | Kakitani 57' Hanato 78' Kawano 113', 120' |              | O Jin-Hyok 7' Ri Sang-Chol 25' | Jalan Besarstadion Toeschouwers: 3.346 |